# Ultrix
Ultrix — операційна система сімейства BSD Unix, розроблена Digital Equipment Corporation (DEC) для своїх комп'ютерів серій PDP і VAX.

## Історія
Спочатку операційна система Unix була розроблена для комп'ютерів DEC, особливо PDP-7 і PDP-11. На пізніших комп'ютерах DEC, таких як VAX, Unix теж була популярна. Портування на VAX під назвою UNIX/32V було завершено в 1978. Однак DEC випускала власну пропрієтарну систему VMS, задовго до того, як вони визнали Unix.